# Giovanni Antonio San Giorgio
Giovanni Antonio kardinal Sangiorgio, italijanski katoliški škof in kardinal, * 1439, Milano, † 14. marec 1509, Rim.

## Življenjepis
Leta 1479 je postal škof, 20. septembra 1493 pa je bil povzdignjen v kardinala. 
Med 1500 in 22. decembrom 1505 je bil škof Parme, potem pa do leta 1507 pa škof Frascatija. 
Leta 1507 je postal škof Palestrine, nato pa je naslednje leto prevzel škofijo Sabina e Poggio Mirteto.